# Nointel (Oise)
Nointel és un municipi francès, situat al departament de l'Oise i a la regió dels Alts de França. L'any 2007 tenia 1.005 habitants.

## Demografia

### Població
El 2007 la població de fet de Nointel era de 1.005 persones. Hi havia 382 famílies de les quals 68 eren unipersonals (12 homes vivint sols i 56 dones vivint soles), 151 parelles sense fills, 143 parelles amb fills i 20 famílies monoparentals amb fills.
La població ha evolucionat segons el següent gràfic:
Habitants censats

### Habitatges
El 2007 hi havia 424 habitatges, 393 eren l'habitatge principal de la família, 9 eren segones residències i 22 estaven desocupats. 406 eren cases i 18 eren apartaments. Dels 393 habitatges principals, 352 estaven ocupats pels seus propietaris, 38 estaven llogats i ocupats pels llogaters i 3 estaven cedits a títol gratuït; 1 tenia una cambra, 14 en tenien dues, 65 en tenien tres, 110 en tenien quatre i 203 en tenien cinc o més. 330 habitatges disposaven pel capbaix d'una plaça de pàrquing. A 134 habitatges hi havia un automòbil i a 236 n'hi havia dos o més.

### Piràmide de població
La piràmide de població per edats i sexe el 2009 era:
| Homes | Edats   | Dones |
| ----- | ------- | ----- |
| 0     | 95 o +  | 0     |
| 4     | 90 a 94 | 0     |
| 0     | 85 a 89 | 8     |
| 0     | 80 a 84 | 8     |
| 16    | 75 a 79 | 8     |
| 20    | 70 a 74 | 32    |
| 8     | 65 a 69 | 12    |
| 20    | 60 a 64 | 24    |
| 16    | 55 a 59 | 12    |
| 56    | 50 a 54 | 40    |
| 60    | 45 a 49 | 56    |
| 48    | 40 a 44 | 52    |
| 32    | 35 a 39 | 36    |
| 40    | 30 a 34 | 36    |
| 32    | 25 a 29 | 28    |
| 44    | 20 a 24 | 32    |
| 48    | 15 a 19 | 32    |
| 36    | 10 a 14 | 32    |
| 40    | 5 a 9   | 12    |
| 32    | 0 a 4   | 20    |

## Economia
El 2007 la població en edat de treballar era de 711 persones, 501 eren actives i 210 eren inactives. De les 501 persones actives 463 estaven ocupades (242 homes i 221 dones) i 38 estaven aturades (28 homes i 10 dones). De les 210 persones inactives 103 estaven jubilades, 68 estaven estudiant i 39 estaven classificades com a «altres inactius».

### Ingressos
El 2009 a Nointel hi havia 397 unitats fiscals que integraven 1.027 persones, la mediana anual d'ingressos fiscals per persona era de 23.216 €.

### Activitats econòmiques
Dels 18 establiments que hi havia el 2007, 3 eren d'empreses de fabricació d'altres productes industrials, 8 d'empreses de construcció, 3 d'empreses de comerç i reparació d'automòbils, 1 d'una empresa d'informació i comunicació, 1 d'una empresa immobiliària, 1 d'una empresa de serveis i 1 d'una entitat de l'administració pública.
Dels 6 establiments de servei als particulars que hi havia el 2009, 2 eren paletes, 1 guixaire pintor i 3 lampisteries.
Dels 2 establiments comercials que hi havia el 2009, 1 era una botiga de menys de 120 m² i 1 una joieria.
L'any 2000 a Nointel hi havia 5 explotacions agrícoles.

## Equipaments sanitaris i escolars
El 2009 hi havia una escola elemental.

## Poblacions més properes
El següent diagrama mostra les poblacions més properes.